# Fenokryształy
Fenokryształy – duże (widoczne gołym okiem) i zazwyczaj prawidłowo wykształcone kryształy różnych minerałów. Fenokryształy występują najczęściej w wylewnych skałach magmowych, gdzie mają charakter prakryształów (np. w porfirach). Fenokryształy występują też często w głębinowych skałach magmowych (np. w granitach), gdzie wśród drobnoziarnistej skały otaczającej wyróżniają się nawet kilkunastocentymetrowe kryształy. Występują także w niektórych skałach metamorficznych (np. w mylonitach, gnejsach); w tym przypadku nazywa się je porfiroblastami, lub porfiroklastami.
Fenokryształy zwane są też porfirokryształami lub fanerokryształami

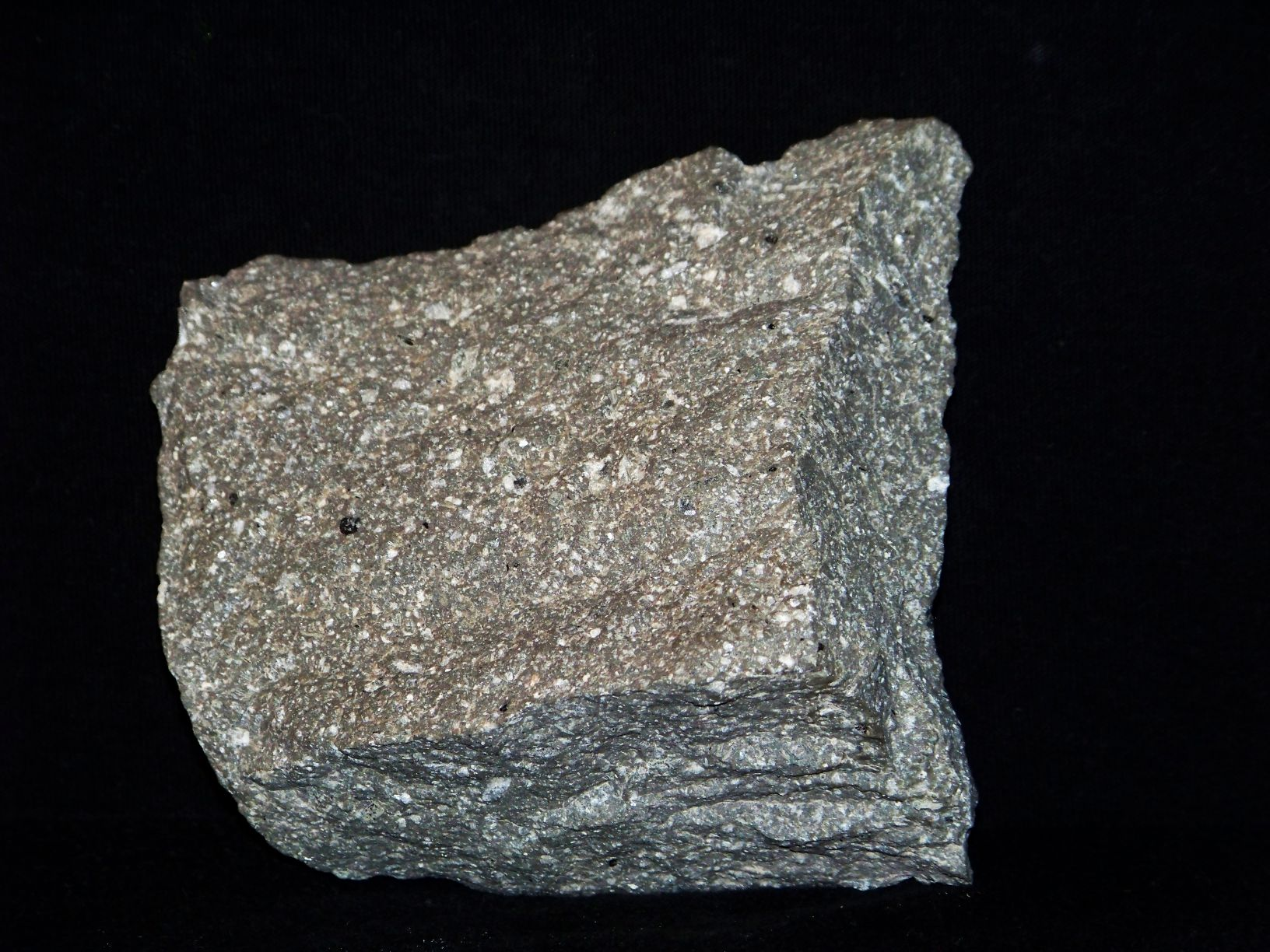
Porfir o składzie mineralnym zbliżony do ryolitu, kop. Zalas
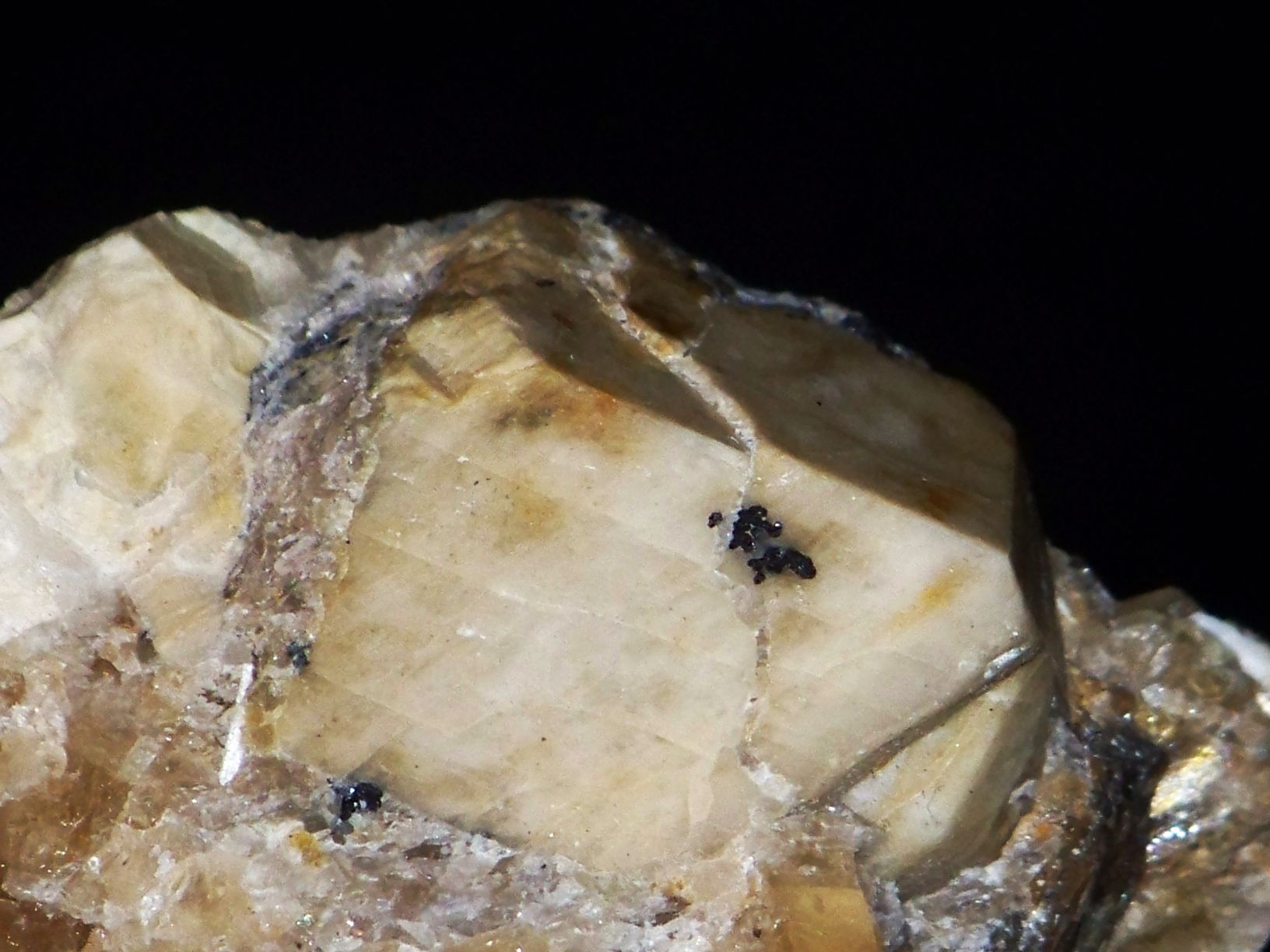
Fenokryształ ortoklazu